# Opalarka
Opalarka – elektronarzędzie emitujące strumień powietrza o temperaturze 50-650 °C. Opalarki stosowane są do usuwania starych powłok lakierniczych, wyginania i spawania termoplastów, odmrażania zamarzniętych rur, suszenia oraz do okleinowania elementów meblowych.
W tylnej części korpusu opalarki znajduje się silnik elektryczny napędzający wentylator. Powietrze zasysane przez otwory w korpusie jest tłoczone do przodu opalarki, gdzie nagrzewa się opływając grzałkę, a następnie jest wyrzucane przez wymienną dyszę. Temperatura i ilość powietrza może być regulowana. Prostsze opalarki posiadają 2-3 stopniową regulację temperatury powietrza, bardziej skomplikowane płynną regulację zarówno temperatury jak i ilości tłoczenia powietrza.